# Zadnia Tomkowa Igła

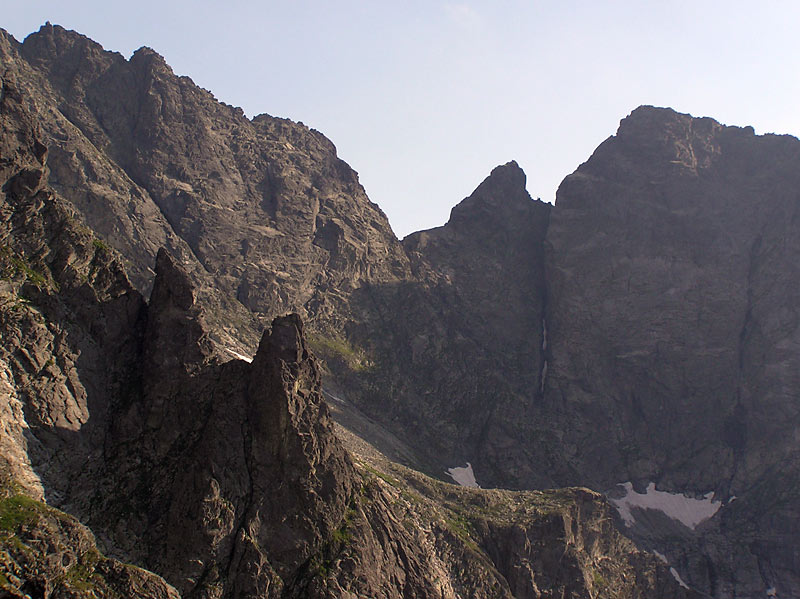
Tomkowe Igły po lewej stronie, w dole

Zadnia Tomkowa Igła (niem. Oberes Tomkow-Türmchen, słow. Zadná Tomkova ihla, węg. Hátsó-Tomko-tû, 2133 m) – wybitna turnia w masywie Niżnich Rysów w Tatrach Polskich. Znajduje się w zachodniej grzędzie ich trzeciego w kolejności od południa wierzchołka (Zadnia Turnia w Niżnich Rysach, 2402 m). Jest środkową z trzech Tomkowych Igieł. Od niżej położonej Skrajnej Tomkowej Igły oddziela ją Niżnia Tomkowa Przełączka, od wyższej części grzędy Wyżnia Tomkowa Przełączka. Tomkowym Igłom i przełączkom między nimi nadano nazwę dla uczczenia wybitnego przewodnika tatrzańskiego Józefa Gąsienicę Tomkowego (1887–ok. 1942).
Z racji stosunkowo krótkiej drogi dojściowej jest popularnym celem wspinaczki skalnej. Poprowadzono w niej jedną drogę wspinaczkową – Zachodnią grzędą przez Tomkowe Igły. Na szczyt Zadniej Tomkowej Igły wychodzi się z Niżniej Tomkowej Przełączki. Wejście na szczyt ma trudność V. Ze szczytu 20-metrowy zjazd na linie na Wyżnią Tomkową Przełączkę, lub zejście boczną grańką ku południowi, niżej pionową, płytową ścianą do żlebka opadającego z Wyżniej Tomkowej Przełączki (VI-).
Pierwsze wejście na Zadnią Tomkową Igłę: Róża Drojecka, Maciej Zajączkowski i Wawrzyniec Żuławski 31 sierpnia 1935 r.